# Bettina Schmidt
Bettina Schmidt (n. 2 iunie 1960, Staßfurt, Saxonia-Anhalt, Germania – d. 28 aprilie 2019, Eisenach, Turingia, Germania) a fost o sportivă germană, medaliată olimpică. A participat la o ediție a Jocurilor Olimpice (1984) în care a câștigat o medalie de argint.

## Participări
Lista de mai jos prezintă principalele competiții la care a participat Bettina Schmidt de-a lungul carierei.
- Sanie la Jocurile Olimpice de iarnă din 1984 - Simplu (feminin)[*]